# On Demand (singolo)
On Demand è un singolo del gruppo musicale italiano Benji & Fede, pubblicato il 23 febbraio 2018 come secondo estratto dal terzo album in studio Siamo solo Noise.

## Descrizione
Il singolo ha visto la collaborazione del rapper italiano Shade, che figura come autore insieme al duo stesso e ai Two Fingerz.

## Video musicale
Il videoclip, diretto da Fabio Tartaglia, è stato pubblicato il 26 febbraio 2018 sul canale YouTube della Warner Music Italy e in esso appare anche la conduttrice Diletta Leotta.

## Tracce
Testi di Daniele Lazzarin, Benjamin Mascolo, Federico Rossi e Vito Ventura, musiche di Pietro Riccardo Garifo, Daniele Lazzarin e Patrizio Simonini.
1. On Demand (feat. Shade) – 3:09

## Classifiche
| Classifica (2018) | Posizione massima |
| ----------------- | ----------------- |
| Italia            | 26                |